# Michail Jakovlevič Suslin
Michail Jakovlevič Suslin (in russo Михаил Яковлевич Суслин?; Krasavka, 15 novembre 1894 – Mosca, 21 ottobre 1919) è stato un matematico russo, conosciuto per importanti contributi nei campi della topologia generale e della teoria descrittiva degli insiemi.

## Biografia
Il suo nome è spesso associato al problema di Suslin, un'ipotesi sugli insiemi totalmente ordinati che è stata provata essere indecidibile nella teoria degli insiemi di Zermelo - Fraenkel
Morì nel 1919 a Mosca nell'epidemia di tifo che seguì la guerra civile russa